# حنوت مي رع
حنوت مي رع، هي ملكة مصرية قديمة غير حاكمة، عاشت في عهد الأسرة التاسعة عشرة، وهي ابنة الملك سيتي الأول والملكة تويا وشقيقة الملك رعمسيس الثاني وإحدى زوجاته الملكيات العظميات الثماني.

## حياتها
من المفترض أن الملكة حنوت مي رع كانت ثالث وأصغر أطفال الملك سيتي الأول من زوجته الملكة تويا، والأخت الصغرى للملك رعمسيس الثاني والأميرة تيا. وتستند هذه النظرية إلى تمثال الملكة تويا الموجود الآن في متحف الفاتيكان الذي تظهر عليه صورة الملكة حنوت مي رع منقوشة بقرب ساقه، وبالتالي افتٌرض أنه تمثال للأم وابنتها. ومع ذلك، فهي لم تذكر في أي مكان باسم "أخت الملك"، وهو اللقب الذي استخدمته الأميرة تيا، وبالتالي فمن غير الواضح ما إذا كانت الملك رعمسيس الثاني الصغرى أو ابنته.
وإذا كانت ابنة الملك رعمسيس الثاني تكون رابعة بناته اللائي تزوجن منه ، بعد الملكات بنت عنتا و مريت آمون و نبت تاوي. وهي تظهر على تماثيل لرعمسيس وجدت في أبي قير وإيونو (هليوبوليس). فعلى تمثاله الضخم في أخميم تم تصويرها جنبا إلى جنب مع الأميرة / الملكة بنت عنتا. وكلاهما تحمل ألقاب الأميرة الوراثية، عظيمة العطاء، سيدة الجنوب والشمال، ابنة الملك، زوجة الملك العظمى.

## وفاتها ومدفنها
توفيت الملكة حنوت مي رع قرب عام رعمسيس الـ 40 في الحكم، ودفنت في المقبرة رقم QV75 في وادي الملكات. و قد نهبت مقبرتها في العصور القديمة. وتم استخدام تابوتها الصغير في وقت لاحق لدفن الملك / الكاهن حور سا إيزيس في مدينة هابو. وهو الآن في المتحف المصري بالقاهرة.